# Giro de Lombardia de 2016
A 110.ª edição do Giro de Lombardia foi uma carreira ciclista que se disputou a 1 de outubro de 2016 sobre um percurso 240 quilómetros entre Como e Bérgamo. Foi a última carreira do UCI World Tour de 2016 do calendário de máxima categoria mundial.
A carreira foi vencida pelo corredor colombiano Esteban Chaves da equipa Orica-BikeExchange, em segundo lugar Diego Rosa (Astana) e em terceiro lugar Rigoberto Urán (Cannondale-Drapac).

## Percurso
Para celebrar a 110.ª edição da carreira, RCS Sport propôs um novo percurso, mais difícil que nos anos anteriores, com 4 400 m de desnível, em frente aos 3 500 em 2015 e os 3 400 em 2014.
Após a saída de Como e uns dez quilómetros até Cantù, a carreira dirigiu-se para o nordeste, até Lago de Como. A partir de Onno, os corredores bordearam o lago para Bellagio, que foi o ponto de partida da subida a Madonna del Ghisallo. Depois, a estrada baixou até Asso. Posteriormente, teve uma ligeira subida de 9 km, uma parte plana, a subida de Colle Brianza, sua baixada e uns trinta quilómetros suavemente ondulados. Os organizadores programaram posteriormente o encadeamento de cinco portos: o Valico di Valcava que se compunha de 14 curvas de ferradura, a subida a Berbenno,  o Sant'Antonio Abandonato, o Miragolo San Salvatore (duas subidas inéditas) e a subida para Selvino. Depois, o percurso baixa até Nembro, que está a 14.7 km da chegada. O final foi plano, salvo uma curta subida a cinco quilómetros de meta, na cidade de Bergame.
Os dois portos inéditos foram descobertos por corredores locais, indicou o director técnico Stefano Allocchio. Este acrescentado "devolve o percurso ainda mais selectivo" segundo o director da carreira Mauro Vegni, quem espera "os melhores corredores" e "uma grande carreira".
A carreira tem os seguintes portos:
| Portos da carreira | Portos da carreira      | Portos da carreira | Portos da carreira | Portos da carreira | Portos da carreira | Portos da carreira |
| Número             | Subida                  | Comprimento (km)   | Pendente média     | Maior pendente     | Quilómetro         |                    |
| ------------------ | ----------------------- | ------------------ | ------------------ | ------------------ | ------------------ | ------------------ |
| 1                  | Madonna del Ghisallo    | 8,58               | 6,2 %              | 14 %               | 174,9              |                    |
| 2                  | Colle Brianza           |                    |                    |                    | 143,8              |                    |
| 3                  | Valico di Valcava       | 11,65              | 8 %                | 17 %               | 96,4               |                    |
| 4                  | Berbenno                | 6,5                | 5,07 %             |                    | 70,2               |                    |
| 5                  | Sant'Antonio Abandonato | 6,5                | 8,9 %              | 15 %               | 57,4               |                    |
| 6                  | Miragolo San Salvatore  | 8,7                | 7 %                | 11 %               | 39,4               |                    |
| 7                  | Selvino                 | 6,9                | 5,4 %              | 9 %                | 27                 |                    |
| 8                  | Bérgamo (Bergamo Alta)  | 1,15               | 7,9 %              | 12 %               | 3,3                |                    |

## Equipas participantes
Tomaram parte na carreira 25 equipas: os 18 UCI Pro Team (ao ter assegurada e ser obrigatória sua participação), mais 7 equipas Profissionais Continentais convidados pela organização.
| Equipes WorldTeam (18)- AG2R La Mondiale - Astana - BMC Racing Team - Cannondale-Drapac - Dimension Data - Etixx-Quick Step - FDJ - Giant-Alpecin - IAM Cycling - Katusha - Lampre-Merida - Lotto NL-Jumbo - Lotto-Soudal - Movistar Team - Orica-BikeExchange - Sky - Tinkoff - Trek-Segafredo Equipes profissionais Continentais (7)- Androni Giocattoli-Sidermec - Bardiani CSF - CCC Sprandi Polkowice - Cofidis, Solutions Crédits - Gazprom-RusVelo - Nippo-Vini Fantini - Wilier Triestina-Southeast |
| |

## Classificação final
- As classificações finalizaram da seguinte forma:[7]

| \| Classificação geral \| Classificação geral \| Classificação geral \| Classificação geral \| Classificação geral \| \| Ciclista \| Ciclista \| Equipe \| Tempo \| \| \| ------------------- \| -------------------- \| --------------------------- \| ------------------- \| ------------------- \| \| 1. \| Esteban Chaves \| Orica-BikeExchange \| 6h26m36s \| \| \| 2. \| Diego Rosa \| Astana \| + 0s \| \| \| 3. \| Rigoberto Urán \| Cannondale-Drapac \| + 0s \| \| \| 4. \| Romain Bardet \| AG2R La Mondiale \| + 6s \| \| \| 5. \| Davide Villella \| Cannondale-Drapac \| + 1m19s \| \| \| 6. \| Alejandro Valverde \| Movistar Team \| + 1m24s \| \| \| 7. \| Robert Gesink \| LottoNL-Jumbo \| + 1m24s \| \| \| 8. \| Warren Barguil \| Giant-Alpecin \| + 1m24s \| \| \| 9. \| Alessandro De Marchi \| BMC Racing Team \| + 1m24s \| \| \| 10. \| Pierre Latour \| AG2R La Mondiale \| + 1m24s \| \| \| 11. \| Fabio Aru \| Astana \| + 1m26s \| \| \| 12. \| Gianluca Brambilla \| Etixx-Quick Step \| + 2m04s \| \| \| 13. \| Rodolfo Torres \| Androni Giocattoli-Sidermec \| + 2m05s \| \| \| 14. \| Giovanni Visconti \| Movistar Team \| + 2m42s \| \| \| 15. \| Rui Costa \| Lampre-Merida \| + 5m02s \| \| \| 16. \| Matvey Mamykin \| Katusha \| + 5m02s \| \| \| 17. \| Rudy Molard \| Cofidis, Solutions Crédits \| + 5m02s \| \| \| 18. \| Darwin Atapuma \| BMC Racing Team \| + 5m33s \| \| \| 19. \| Bauke Mollema \| Trek-Segafredo \| + 6m24s \| \| \| 20. \| Jakob Fuglsang \| Astana \| + 6m36s \| \| |                      |                             |          |
| |                      |                             |          |
| Fontes: ProCyclingStats Cycling Quotient |                      |                             |          |
| Classificação geral |                      |                             |          |
| Ciclista | Ciclista             | Equipe                      | Tempo    |
| 1. | Esteban Chaves       | Orica-BikeExchange          | 6h26m36s |
| 2. | Diego Rosa           | Astana                      | + 0s     |
| 3. | Rigoberto Urán       | Cannondale-Drapac           | + 0s     |
| 4. | Romain Bardet        | AG2R La Mondiale            | + 6s     |
| 5. | Davide Villella      | Cannondale-Drapac           | + 1m19s  |
| 6. | Alejandro Valverde   | Movistar Team               | + 1m24s  |
| 7. | Robert Gesink        | LottoNL-Jumbo               | + 1m24s  |
| 8. | Warren Barguil       | Giant-Alpecin               | + 1m24s  |
| 9. | Alessandro De Marchi | BMC Racing Team             | + 1m24s  |
| 10. | Pierre Latour        | AG2R La Mondiale            | + 1m24s  |
| 11. | Fabio Aru            | Astana                      | + 1m26s  |
| 12. | Gianluca Brambilla   | Etixx-Quick Step            | + 2m04s  |
| 13. | Rodolfo Torres       | Androni Giocattoli-Sidermec | + 2m05s  |
| 14. | Giovanni Visconti    | Movistar Team               | + 2m42s  |
| 15. | Rui Costa            | Lampre-Merida               | + 5m02s  |
| 16. | Matvey Mamykin       | Katusha                     | + 5m02s  |
| 17. | Rudy Molard          | Cofidis, Solutions Crédits  | + 5m02s  |
| 18. | Darwin Atapuma       | BMC Racing Team             | + 5m33s  |
| 19. | Bauke Mollema        | Trek-Segafredo              | + 6m24s  |
| 20. | Jakob Fuglsang       | Astana                      | + 6m36s  |

## UCI World Tour
O Giro de Lombardia outorga pontos para o UCI World Tour de 2016, para corredores de equipas nas categorias UCI Pro Team, Profissional Continental e Equipas Continentais. A seguinte tabela corresponde ao barómetro de pontuação:
| Posição   | 1º  | 2º | 3º | 4º | 5º | 6º | 7º | 8º | 9º | 10º |
| Pontuação | 100 | 80 | 70 | 60 | 50 | 40 | 30 | 20 | 10 | 4   |

| Posição | Ciclista             | Equipa             | Pontos |
| ------- | -------------------- | ------------------ | ------ |
| 1.º     | Esteban Chaves       | Orica-BikeExchange | 100    |
| 2.º     | Diego Rosa           | Astana             | 80     |
| 3.º     | Rigoberto Urán       | Cannondale-Drapac  | 70     |
| 4.º     | Romain Bardet        | AG2R La Mondiale   | 60     |
| 5.º     | Davide Villella      | Cannondale-Drapac  | 50     |
| 6.º     | Alejandro Valverde   | Movistar           | 40     |
| 7.º     | Robert Gesink        | LottoNL-Jumbo      | 30     |
| 8.º     | Warren Barguil       | Giant-Alpecin      | 20     |
| 9.º     | Alessandro De Marchi | BMC Racing         | 10     |
| 10.º    | Pierre Latour        | AG2R La Mondiale   | 4      |

Ademais, também outorgou pontos para o UCI World Ranking (classificação global de todas as carreiras internacionais).
| Posição   | 1º  | 2º  | 3º  | 4º  | 5º  | 6º  | 7º  | 8º  | 9º  | 10º |
| Pontuação | 500 | 400 | 325 | 275 | 225 | 175 | 150 | 125 | 100 | 85  |

| Posição | Ciclista             | Equipa             | Pontos |
| ------- | -------------------- | ------------------ | ------ |
| 1.º     | Esteban Chaves       | Orica-BikeExchange | 500    |
| 2.º     | Diego Rosa           | Astana             | 400    |
| 3.º     | Rigoberto Urán       | Cannondale-Drapac  | 325    |
| 4.º     | Romain Bardet        | AG2R La Mondiale   | 275    |
| 5.º     | Davide Villella      | Cannondale-Drapac  | 225    |
| 6.º     | Alejandro Valverde   | Movistar           | 175    |
| 7.º     | Robert Gesink        | LottoNL-Jumbo      | 150    |
| 8.º     | Warren Barguil       | Giant-Alpecin      | 125    |
| 9.º     | Alessandro De Marchi | BMC Racing         | 100    |
| 10.º    | Pierre Latour        | AG2R La Mondiale   | 85     |